# Bodo Ebhardt

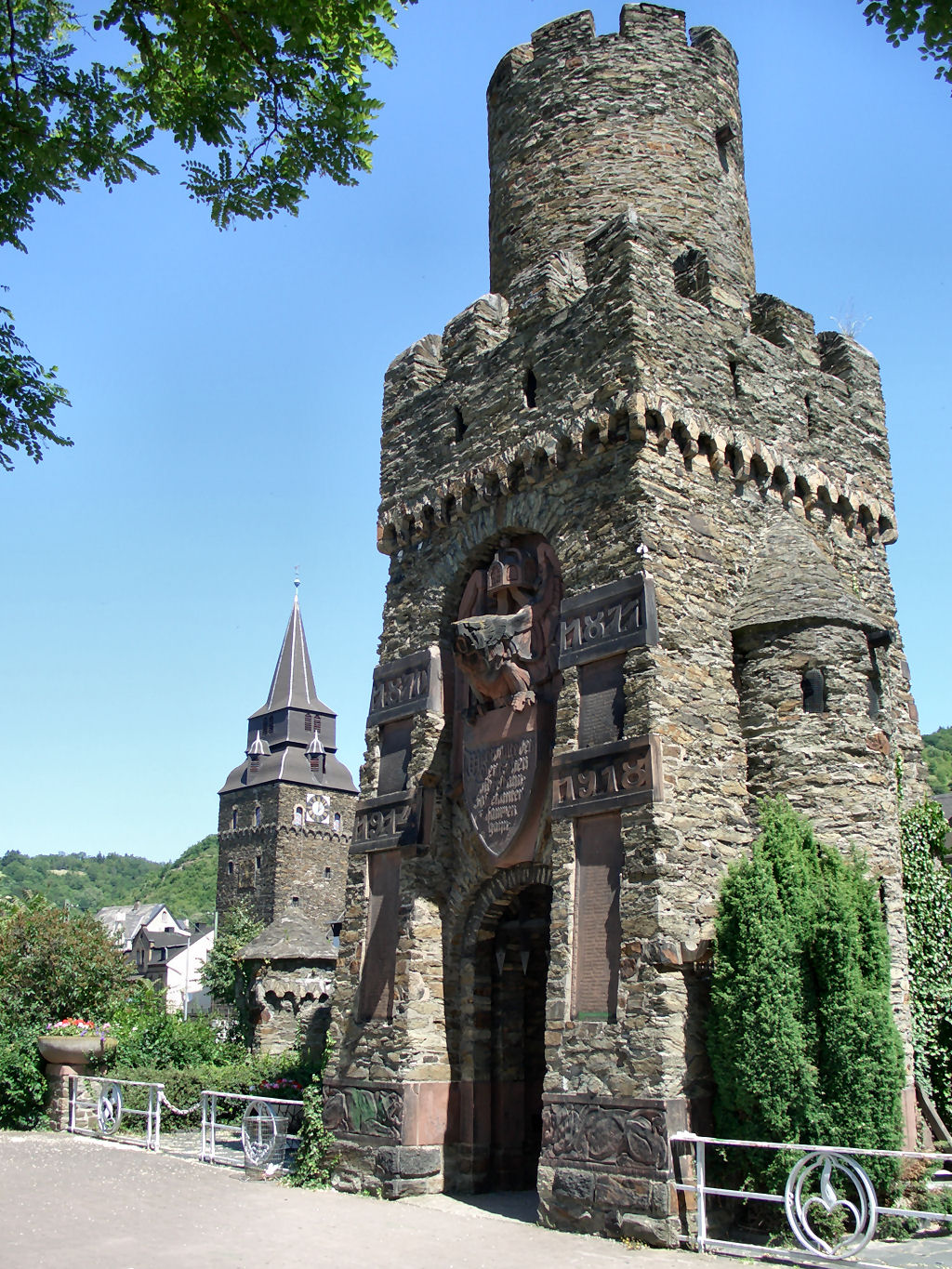
Braubach. Pomnik żołnierzy poległych w wojnie 1870–71 w I wojnie

Bodo Heinrich Justus Ebhardt (ur. 5 stycznia 1865 w Bremie, zm. 13 lutego 1945 na zamku Marksburg) – niemiecki architekt i konserwator zabytków. Założyciel i długoletni prezes Towarzystwa na Rzecz Zachowania Niemieckich Zamków (niem. Vereinigung zur Erhaltung deutscher Burgen) – od 1953 Związku Zamków Niemieckich (niem. Deutsche Burgenvereinigung, DBV).

## Życiorys
Ojciec jego miał fabrykę mebli w Bremie. Szkołę podstawową ukończył w Sankt Goarshausen, gdzie też zafascynowały go zamki. Odebrał wykształcenie handlowe w Bremie i Magdeburgu. Porzucił jednak zawód handlowca i kształcił się dalej, zapisując się na studia architektoniczne przy berlińskim muzeum rękodzieła artystycznego – Kunstgewerbemuseum u Aleksandra Schütza, a następnie u Ernsta von Ihne. Szybko rozpoczął samodzielną działalność architektoniczną – projektując w stylu historycznym, m.in. neorenesansowym (zamek Hakeburg w Kleinmachnow pod Berlinem, 1903), a później klasycznym (odbudowa teatru dworskiego w Detmold, 1913–1915).
W 1899 założył Towarzystwo na Rzecz Zachowania Niemieckich Zamków (niem. Vereinigung zur Erhaltung deutscher Burgen) – od 1953 Związku Zamków Niemieckich (niem. Deutsche Burgenvereinigung, DBV). W tym samym roku zaczął wydawać pismo na temat architektury i konserwacji zamków „Burgwart“. Jako badacz zamków i konserwator zyskał przyjaźń cesarza Wilhelma II, który często gościł u Ebhardt w domu i uczestniczył w jego wykładach. W latach 1899–1908 na zlecenie cesarza Ebhardt przeprowadził odbudowę zamku Hohkönigsburg nieopodal Orschwiller w Alzacji. W 1901 cesarz wysłał Ebhardta w podroż studyjną po Austrii, Szwajcarii i południowych Niemczech w celu sporządzenia szkiców tamtejszych zamków. Za swoje zasługi na polu badań nad architekturą warowną i odbudową zamków niemieckich otrzymał tytuł profesora i tajnego dworskiego radcy budowlanego (niem. Geheimer Hofbaurat); został uhonorowany tytułem Architekta Cesarza Niemiec i Króla Prus Wilhelma II (niem. Architekt des Deutschen Kaisers und Königs von Preußen Wilhelm II).

## Działalność
Ebhardt odrestaurował i odbudował wiele zamków w Niemczech i Polsce (ziemiach wówczas należących do Niemiec). Między innymi zamki Grodziec (1906–1908), Czocha (1909–1914), Grodno, Toszek (1927) i Bytów (1930–1937). Prace na zamku Czocha prowadził w widowiskowym stylu. Tam gdzie zamierzał wybudować element architektoniczny, stawiał makietę naturalnej wielkości, aby sprawdzić jak się prezentuje. Był także autorem projektów zapór na Kwisie i przebudowy zamku Niedzica.
Autor wielu publikacji na temat zamków w Europie. Jego badania nad średniowieczną architekturą obronną zostały opublikowane w nieukończonym wielotomowym dziele Der Wehrbau Europas im Mittelalter. Był przekonany, że całkowitemu zniszczeniu zrujnowanych zabytków architektonicznych może jedynie zapobiec ich kompletna odbudowa do stanu ich największej świetności. Prowadząc prace restauracyjne kładł nacisk na jak najwierniejsze zachowanie (odtworzenie) obiektu w jego pierwotnym stylu.

## Odznaczenia
1940 – medal Goethego w dziedzinie nauki i sztuki (niem. Goethemedaille für Kunst und Wissenschaft)

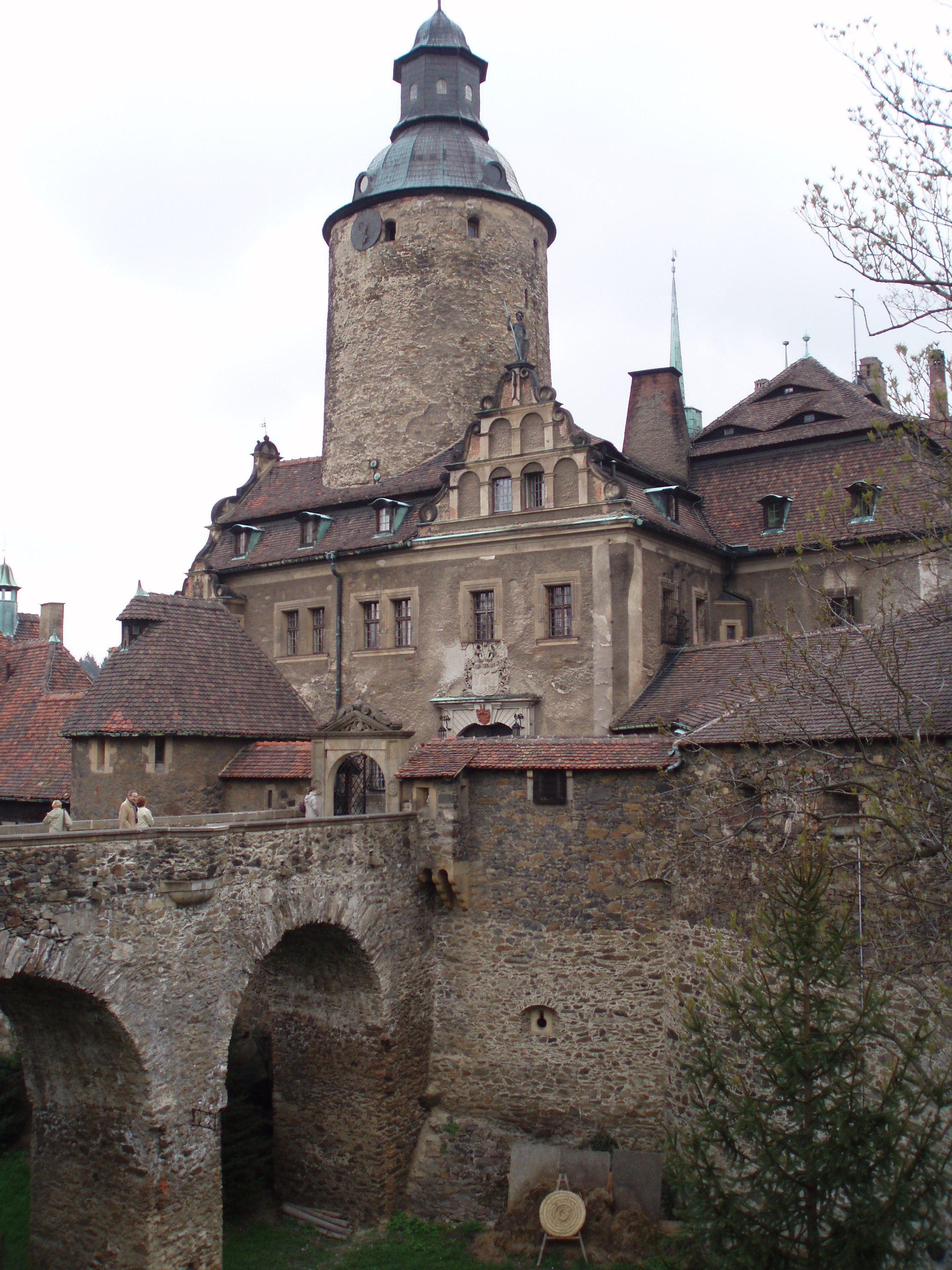
Zamek Czocha
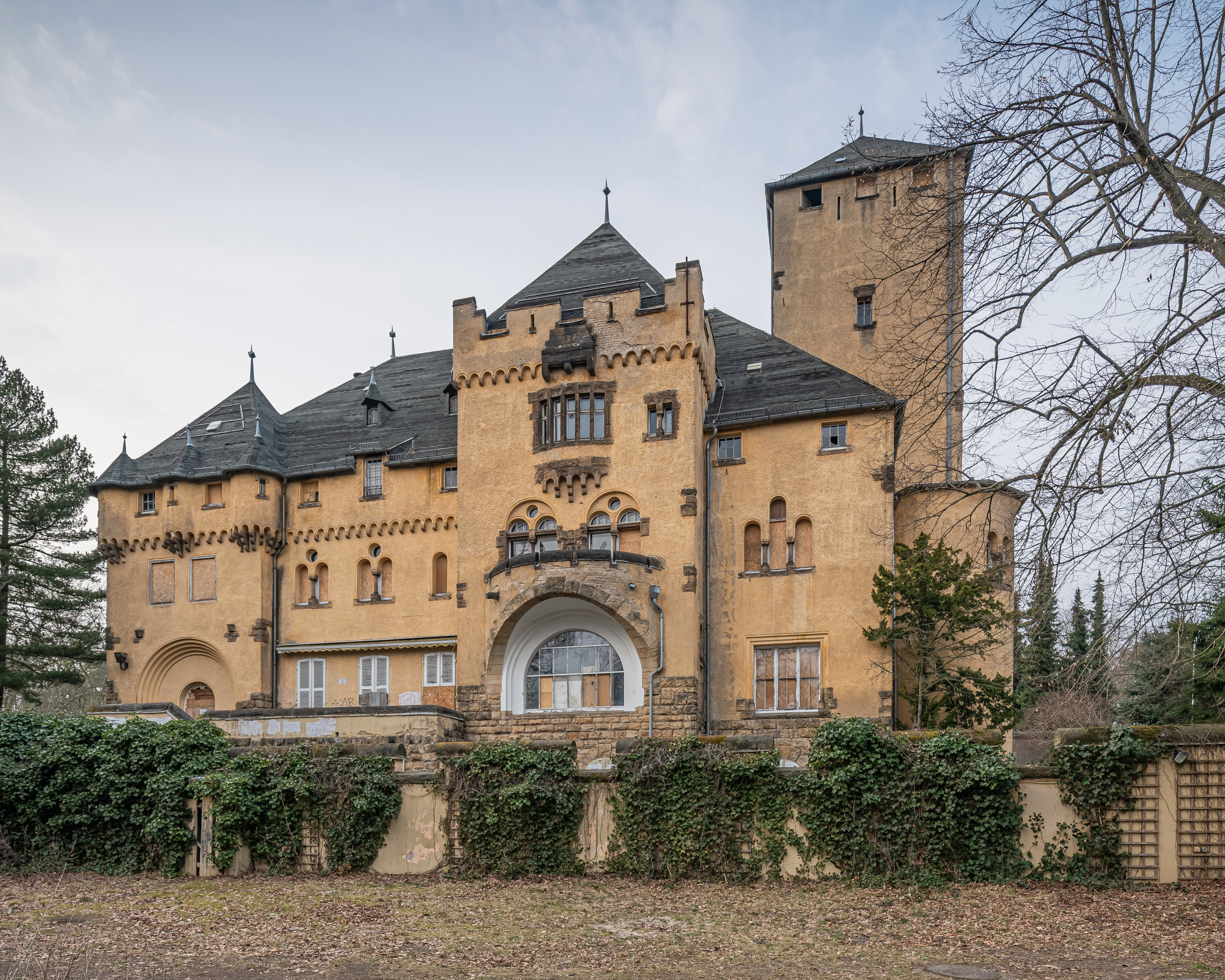
Hakeburg
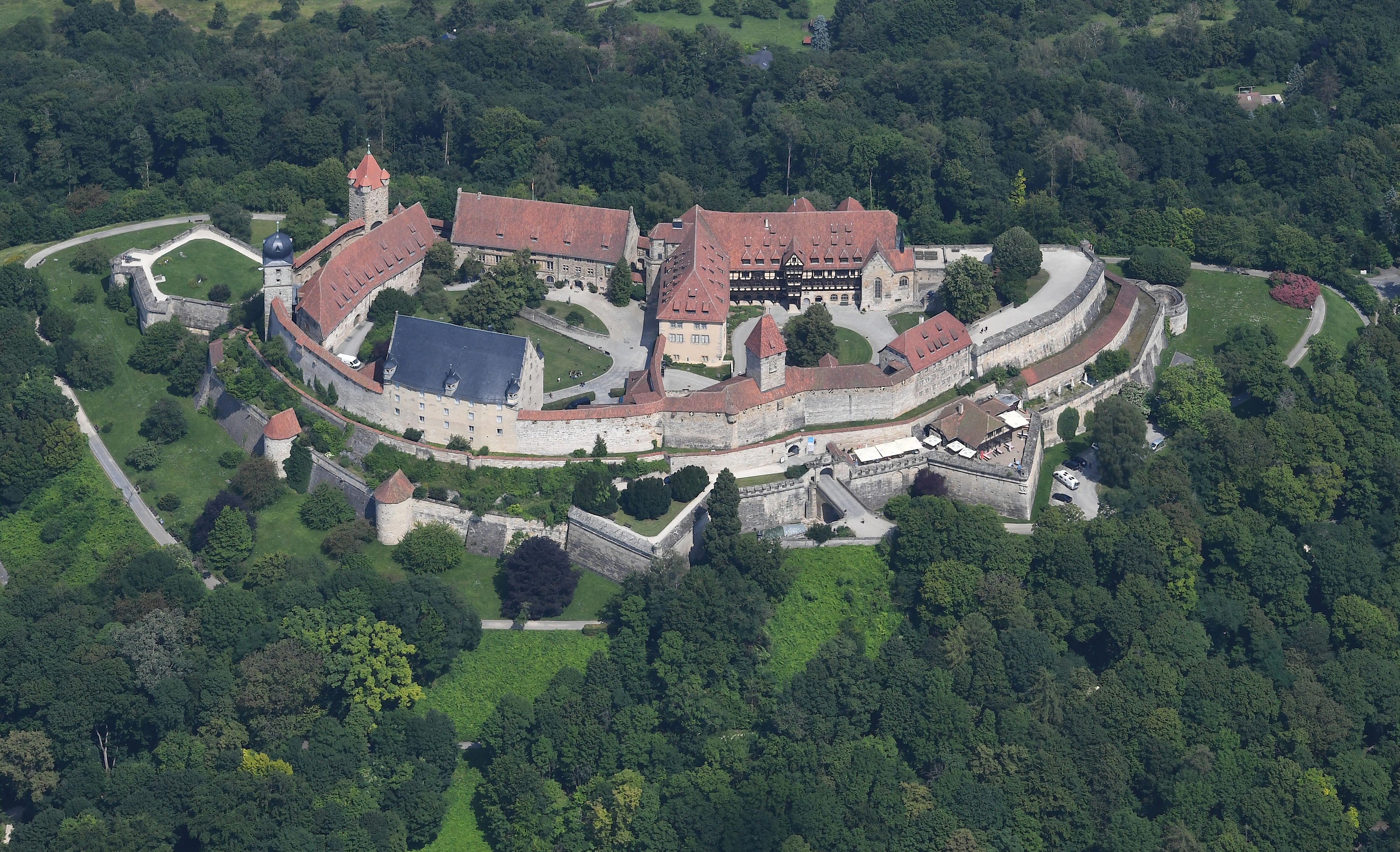
Zamek w Coburgu
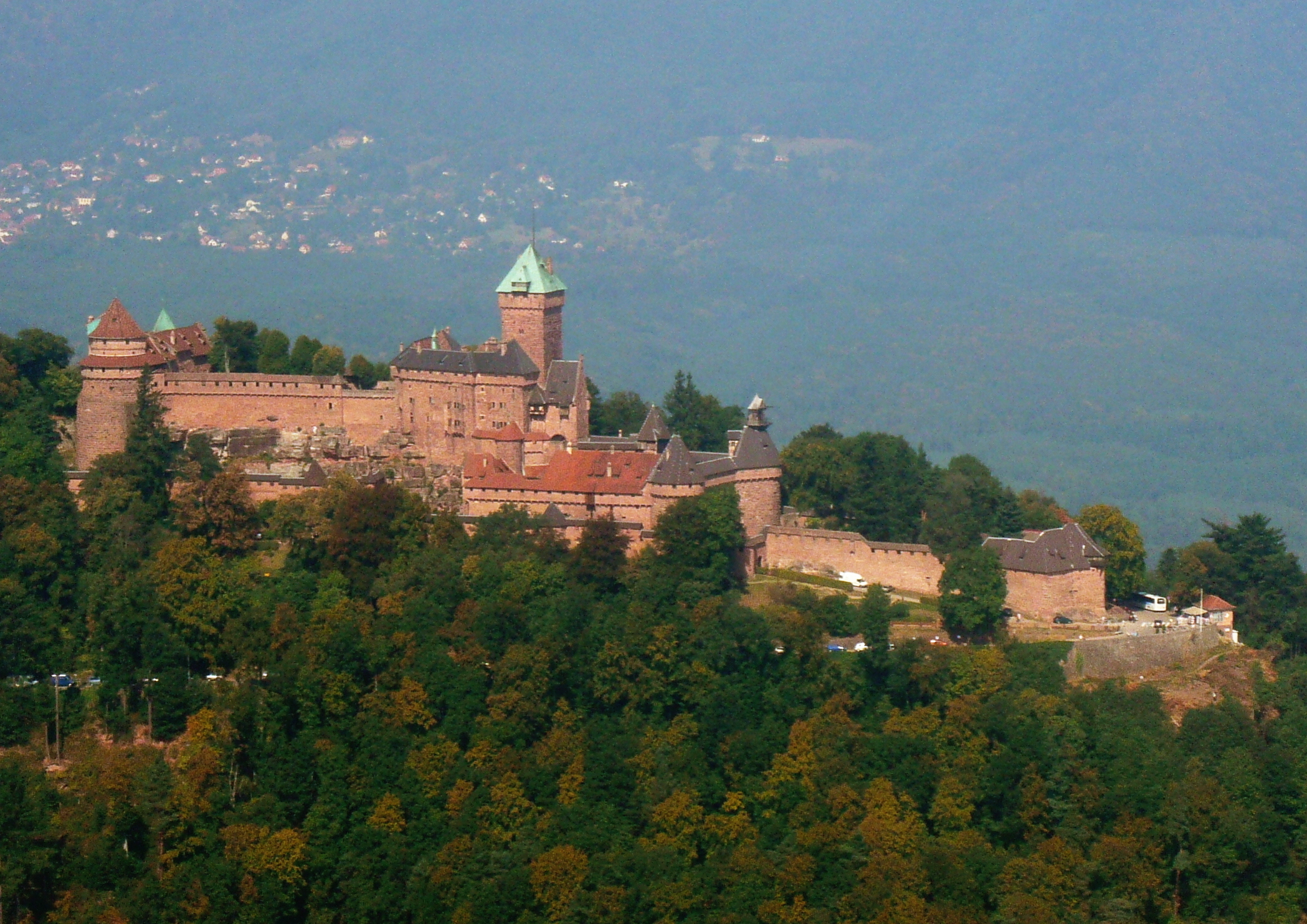
Haut-Koenigsbourg

## liniki
- Prezesi Towarzystwa na Rzecz Zachowania Niemieckich Zamków